# 糾問主義・弾劾主義
糾問主義（きゅうもんしゅぎ）・弾劾主義（だんがいしゅぎ）とは、刑事裁判における運用上の方法・哲学の名。歴史的には、先に「弾劾主義」があり、のちに「糾問主義」が現れた。今の先進国では弾劾主義が圧倒的に優勢である。

## 糾問主義
糾問主義は、刑事裁判において、有罪無罪などを判断する者（裁判官の役割）と、犯罪を糾弾する者（検察官の役割）が、分かれていないものを意味する。真実を解明し犯罪者を処罰するということが裁判官の役割とされ、対立構造は「裁判官 対 被告人」という図式となる。

## 弾劾主義
弾劾主義は、刑事裁判において、有罪無罪などを判断する者（裁判官の役割）と、犯罪を糾弾・弾劾・訴追する者（検察官の役割）が、分かれているものを意味する。基本的な対立構造は「検察官 対 被告人」という図式となり、立証活動は、検察官と被告人（弁護士）に任せられ、裁判官はどちらにも与せずに判断に専念する。そのため、糾問主義における2面構成とは異なり、弾劾主義では3面で構成されることになる。当事者主義。
弾劾主義という概念は、検察官による訴追があった場合にはじめて刑事裁判手続が開始され、しかも、訴追のあった範囲内においてのみ裁判所による審判が行われるという制度を指して使われる場合もある。